# Кайзер, Ренато
Рена́то Ка́йзер де Со́уза, либо просто Рена́то Ка́йзер (порт. Renato Kayzer de Souza) (род. 17 февраля 1996, Тупанси, штат Парана) — бразильский футболист, нападающий «Форталезы».

## Биография
Ренато Кайзер занимался в футбольных школах «Сантоса», «Деспортиво Бразил» и «Васко да Гамы». 17 сентября 2015 года нападающий дебютировал в бразильской Серии A. «Васко» в гостях сыграл вничью 2:2 с «Крузейро», а Кайзер вышел на поле 76 минуте, заменив Сержиньо.
Всего сыграл за «адмиралов» две игры в чемпионате страны и один матч в Кубке Бразилии. С 2016 по 2018 год каждые полгода отдавался в аренду в разные команды — «Оэсте», «Португезу», «Вила-Нову» (Нова-Лима), «Ферровиарию» (Араракуара), «Тупи». Выступая за «Тупи» в чемпионате штата Минас-Жерайс, Кайзер впервые ярко проявил себя в качестве бомбардира, забив в 11 матчах пять голов. Это привлекло внимание «Крузейро», который в апреле 2018 года подписал контракт с нападающим, и сразу же отдал его в аренду в «Атлетико Гоияниенсе», где Кайзер выступал до конца года. После возвращения в Белу-Оризонти в начале 2019 года Ренато провёл шесть матчей за «Крузейро» в чемпионате штата, после чего вновь отправился в аренду — сначала в «Понте-Прету», затем в «Шапекоэнсе». В 2021 году во второй раз выступал за «Атлетико Гоияниенсе» на правах аренды.
Игроком интересовался «Сантос», в юношеской академии которого он занимался. Однако в итоге Ренато Кайзер подписал контракт с «Атлетико Паранаэнсе».
В 2021 году помог своей команде выиграть Южноамериканский кубок, в розыгрыше которого он провёл 12 матчей из 13, забив два гола.

## Титулы и достижения
- Обладатель Кубка Паулиста (1): 2017
- Финалист Кубка Бразилии (1): 2021
- Обладатель Южноамериканского кубка (1): 2021